# Бойд (округ, Кентуккі)
Шаблон:StateAbbr_ 38°22′ пн. ш. 82°41′ зх. д. / 38.36° пн. ш. 82.69° зх. д.
Округ Бойд (англ. Boyd County) — округ (графство) у штаті Кентуккі, США. Ідентифікатор округу 21019.

## Історія
Округ утворений 1860 року.

## Демографія
За даними перепису
2000 року
загальне населення округу становило 49752 осіб, зокрема міського населення було 36986, а сільського — 12766.
Серед мешканців округу чоловіків було 24363, а жінок — 25389. В окрузі було 20010 домогосподарств, 14111 родин, які мешкали в 21976 будинках.
Середній розмір родини становив 2,86.
Віковий розподіл населення поданий у таблиці:
| Стать    | До 15 років | 15-21 | 22-29 | 30-39 | 40-49 | 50-65 | 65-85 | Понад 85 |
| -------- | ----------- | ----- | ----- | ----- | ----- | ----- | ----- | -------- |
| Чоловіки | 4490        | 2385  | 2511  | 3614  | 3946  | 4336  | 2881  | 200      |
| Жінки    | 4298        | 2101  | 2336  | 3396  | 3999  | 4582  | 4140  | 537      |

## Суміжні округи
- Лоуренс, Огайо — північний схід
- Вейн, Західна Вірджинія — схід
- Лоуренс — південь
- Картер — захід
- Ґрінап — північний захід

## Виноски
1. ↑  U.S. Decennial Census. United States Census Bureau. Архів оригіналу за 26 квітня 2015. Процитовано 12 серпня 2014.
2. ↑  Historical Census Browser. University of Virginia Library. Архів оригіналу за 11 серпня 2012. Процитовано 12 серпня 2014.
3. ↑  Population of Counties by Decennial Census: 1900 to 1990. United States Census Bureau. Архів оригіналу за 13 жовтня 2014. Процитовано 12 серпня 2014.
4. ↑  Census 2000 PHC-T-4. Ranking Tables for Counties: 1990 and 2000 (PDF). United States Census Bureau. Архів оригіналу (PDF) за 18 грудня 2014. Процитовано 12 серпня 2014.
5. ↑  State & County QuickFacts. United States Census Bureau. Архів оригіналу за 7 липня 2011. Процитовано 5 березня 2014. [Архівовано 2011-07-28 у Wayback Machine.](англ.) Наведено за англійською вікіпедією.
6. ↑  American FactFinder. Бюро перепису населення США. Архів оригіналу за 26 лютого 2012. Процитовано 31 січня 2008. [Архівовано 2008-05-21 у Wayback Machine.]

| США | Це незавершена стаття з географії США. Ви можете допомогти проєкту, виправивши або дописавши її. |